# Stephen Downing
Stephen Downing est un scénariste et producteur américain de télévision.

## Filmographie
Comme scénariste
- 1973 : Justice sauvage (film)
- 1973 : Police story (série télévisée)
- 1978 : David Cassidy: Man Undercover (série télévisée)
- 1979 : Crisis in Mid-Air (en) (film)
- 1979 : Eischield (série télévisée)
- 1981 : Walking tall (série télévisée)
- 1981 : L'homme à l'orchidée (série télévisée)
- 1982 : La loi selon McClain (série télévisée)
- 1982 : CHiPs (série télévisée)
- 1982 : Hooker (série télévisée) : (Saison 2)
- 1983 : Hooker (série télévisée) : (Saison 3)
- 1984 : Hooker (série télévisée) : (Saison 4)
- 1984 : For Love and Honor (série télévisée)
- 1984 : Il pleut des cadavres (More Than Murder) de Gary Nelson
- 1985 : Hooker (série télévisée) : (Saison 5)
- 1985 : MacGyver (série télévisée) : (Saison 1, épisode 3)
- 1988 : Un quartier d'enfer (film)
- 1989 : MacGyver (série télévisée) : (Saison 5)
- 1991 : MacGyver (série télévisée) : (Saison 7)
- 1991 : Force de frappe (série télévisée)
- 1993 : Without Warning: Terror in the Towers (film)
- 1996 : FX, effets spéciaux (série télévisée)
- 1998 : Dead by Dawn (film)
- 2004 : Sin by Murder (film)

Comme producteur
- 1982 : Hooker (série télévisée)
- 1983 : K 2000 (série télévisée)
- 1985 : MacGyver (série télévisée)
- 1993 : Without Warning: Terror in the Towers (film)
- 1993 : Witchcraft V: Dance with the Devil (film)
- 1994 : Robocop (série télévisée)
- 1996 : FX, effets spéciaux (série télévisée)
- 1998 : Dead by Dawn (film)
- 2003 : Young MacGyver (film)
- 2006 : In Your Dreams (film)